# 瓦爾特PPS半自動手槍
瓦爾特PPS（德語：Polizei-Pistole Schmal，意為：警用超薄手槍）是一款由德国槍械製造商卡爾·瓦爾特運動槍有限公司（德語：Carl Walther GmbH Sportwaffen）為民間和便衣執法人員隱蔽攜帶而研製和生產的半自動手槍，發射9×19毫米和.40 S&W這兩種口徑的手枪子彈。

## 歷史
2007年，瓦爾特PPS在國際武器展及戶外經典展以上首次展出。PPS是一把尺寸與瓦爾特PPK相似的超薄的聚合物底把的武器。不過在技術上，PPS更似是基於瓦爾特P99。
PPS手槍是由卡爾·瓦爾特在德國烏爾姆所生產，並且以與美国史密斯威森的獨家協議進口到美國。PPS手槍也由波蘭阿切爾武器工廠根據特許生產證以下生產。

## 設計細節

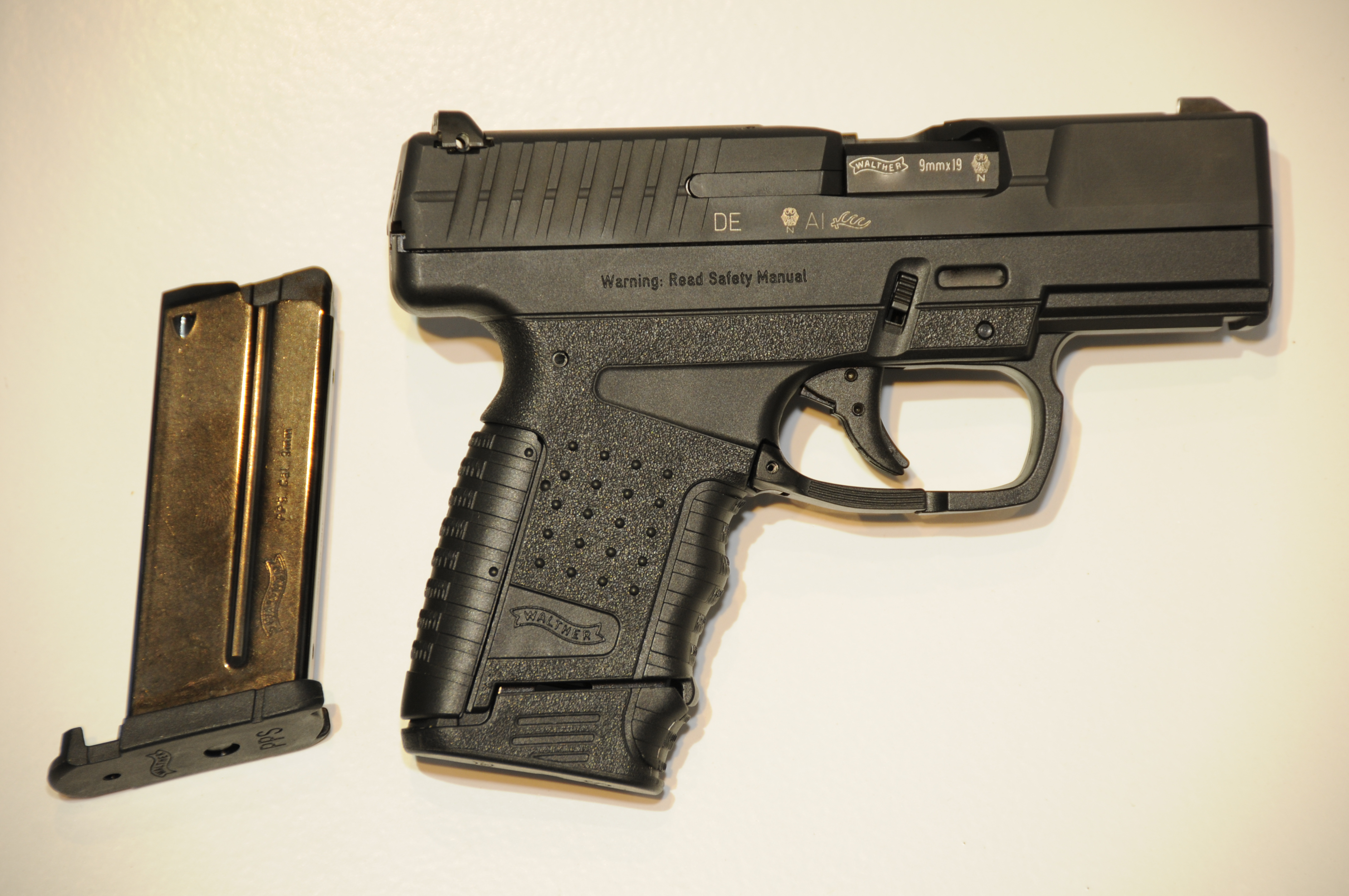
9×19毫米魯格口徑版本的瓦爾特PPS，握把已經插入一具7發彈匣，另外旁邊放下一具6發彈匣。

與瓦爾特P99手槍相比，PPS像是一個「小兄弟」——小巧、超薄的特點一目了然。雖然小巧，但其適用范圍特別廣泛。

### 操作機構
瓦爾特PPS是一把槍管短行程後座作用的半自動手槍，使用從白朗寧大威力半自動手槍改進過來的白朗寧凸輪閉鎖系統。PPS使用玻璃钢增強聚合物製底把和钢製套筒組件。它可以在只通過分解閂不需要任何工具以下分解為其主要零部件組成或是進行不完全分解。

### 功能
內置式預裝的內置主動擊針是P99QA（Quick-action）型號的半待擊主動擊針的一個衍生型。當扣動扳機時，已經處於半待擊的主動擊針會完全進入待擊並且釋放，令手槍射擊。套筒的背面上裝上了指示器，顯示主動擊針是否處於半待擊狀態。其「快速保險」扳機衍生型與瓦爾特P99QA的快速行動扳機的主要區別是瓦爾特PPS的握把背板被拆卸的話，就會進入待擊解脫狀態並且阻擋主動擊針以防止槍械被使用，直到將握把背板重新裝上。PPS的扳機行程大約6毫米（0.24英寸），而扳機扣力則約27牛頓（6.1磅力）。許多其他扳機系統不同的是，預設式內置主動擊針具有一個讓位點，而且第一發至最後一發的扳機扣力都保持不變，因此沒有裝上待擊解脫桿的需要。
這款手槍對於人體工程學設計方面亦是一個關鍵性的焦點，並正因為如此，與瓦爾特P99一樣，PPS的握把使用了模塊化設計，可以換裝3種可更換式後方握把片（小型、中型和大型），而且更換時無需任何工具，這樣就令使用者可以因應其手掌大小進行更換以調節握把的形狀和尺寸，更適合不同的手形，以解決PPS的握把非常纖細的問題。此功能亦讓大多數射手的槍械上具有一個握感舒適和更有效的握把。握把前方設有指槽，而且握把前方和後方設有防滑紋，握把兩側各設有24個防滑凸點。握把的外形也與傳統瓦爾特P99不同，其傾斜角度很大，指向性較好。扳機後方還設有方便大拇指握持的指槽。其注射製模握把底把上具有四條讓套筒在前者以上滑動的鋼製導軌：兩條位於底把的後部，而其餘的兩條亦以一對形式設在扳機護環的前部的上方。其聚合物握把的兩側和後方握把片具有防滑表面，而握把前方更設有兩個手指凹槽（裝上彈匣以後為三個）。握把內部使用了喇叭狀擴口處理的彈匣插槽，使彈匣插入時變得更為方便。
手槍的套筒和其他金屬部件採用了先進的特尼弗（Tenifer）氮化處理過程（一種滲氮工藝，也在格洛克手槍以上使用）。特尼弗表面處理的厚度為0.04毫米（0.0015英吋）和0.05毫米（0.002英吋）之間。這種處理的特點是具有極高的耐磨擦性和耐腐蝕，它會滲入金屬和表面處理部分，甚至在表面以下的一定深度並且變成類似的性質。Tenifer氮化處理過程中會產生啞光灰色、無眩光表面和64 HRC等級（相比之下，一顆工業鑽石的評級為70 HRC）、99％的抗海水腐蚀（達到或超過不鏽鋼規格）和1,200—1,300平方毫米每牛頓（ N/mm2）的抗拉強度。採用了這種處理使得瓦爾特PPX特別適合用作個人隱蔽攜帶手槍，而高聚氯乙烯耐處理並可以減少手槍受到汗水的影響。採用類似表面處理的還有格洛克半自動手槍和HS2000半自動手槍。
整套瓦爾特PPS半自動手槍可裝在其專用聚合物手槍槍盒，裡面包括：手槍、2塊大小不同的後方握把片、小型及中型彈匣、快速裝彈器、使用說明書、保修期文件、原廠在15公尺（16.4码）的距離開了5槍的測試靶子以及一個經國際常設槍械測試委員會認可的證明機構烏姆（德語：Beschussamt Ulm）進行的驗證測試的防彈盒子裝著的信封。

### 套筒組件
瓦爾特PPS警用手槍的套筒外形也是瓦爾特手槍的傳統樣式。全钢打造的套筒表面進行了氮化處理，這樣就能保証具有極高的耐磨擦性和耐腐蝕性，尤其是可防止海水腐蝕。套筒左側前方刻有漂亮的瓦爾特商標和PPS字樣，套筒右側拋殼口下方刻有該槍的序列號。套筒後部兩側設有防滑紋，右側拋殼口後方具有一個大型抽殼鈎。
套筒座中的復進簧和復進簧導桿是為了這款瓦爾特PPS而特別設計的，其由兩部份所組成——一根細的復進簧導桿將一根細的復進簧套著，而另一根粗的中空復進簧導管將細復進簧及其導桿的一部份套著，中空復進簧導管外又纏繞著一根粗的復進簧，這樣設計保證了有足夠的簧力，使機構動作更加可靠。
方形缺口式照門及刀片狀梯形準星都是钢製，準星和照門後方都設有白色氚光管，方便在光綫昏暗的情況下或夜間進行瞄準。準星和照門均可拆卸。另外，瓦爾特公司還可為使用者提供光纖機械瞄具。

### 套筒座組件
聚合物制套筒座前方兩側設有分解桿，左側後方則是空槍掛機解脫桿。PPS亦在套筒下、扳機護環前方的防塵蓋整合了一條MIL-STD-1913戰術導軌，使這款小型手槍可以安裝各種戰術燈、雷射瞄準器和其他戰術配件。套筒座下方的超大型扳機護環設計，這樣不僅讓手小的女性方便使用，手掌龐大的男性也可以輕鬆扣動扳機。扳機護環兩側設有可靈活地操作的彈匣釋放槓桿，並且與扳機護環融為一體，只要按下就可把空彈匣釋放。PPS的扳機行程是大約6毫米（0.24英寸），而扳機扣力則約27牛頓（6.1磅力）。

### 槍管組件

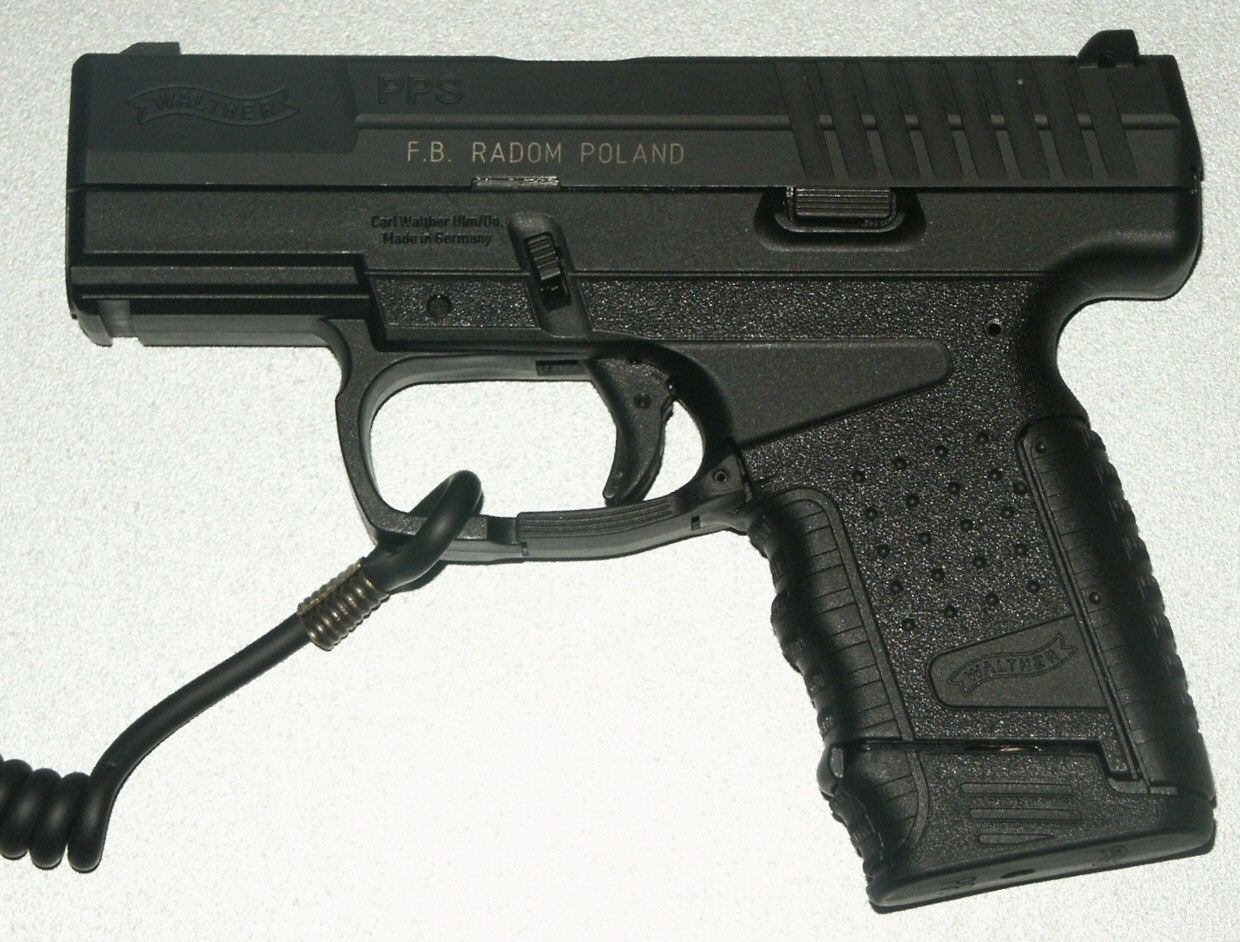
由波蘭法貝雅武器工廠合法生產的PPS。

瓦爾特PPS警用手槍的槍管表面也進行了氮化處理。槍管尾部右側刻有表示口徑的銘文，並且還刻有瓦爾特商標和槍號。PPS裝有一根使用傳統型陽膛和陰膛、6條膛線槍管。子彈通過常規的由陽膛和陰膛所組成的膛線以達到穩定。槍管尾部的導彈板傾斜度很大，有利於使槍彈快速上膛。
槍管尾部還設有一個觀察口，使用者在白天可以從觀察口觀察槍彈是否上膛。此外，套筒尾部設有彈膛有彈指示器。當槍彈未上膛時，套筒尾部的指示器縮在套筒裡面，從外面觀察是黑色的小洞。當槍彈上膛時，紅色的彈膛有彈指示器會凸出，使用者可以通過肉眼觀察到，晚上則可用手觸摸到。

### 保險裝置
瓦爾特PPS設有三度保險裝置（扳機保險、內置式擊針保險和快速保險功能），其中裝在扳機之上並留有外露部份的整合式扳機保險，這種扳機保險在實踐中證明非常可靠。其內部槓桿機構亦可以作為一個額外被動式「防跌落保險」（英語：Drop Safety）。PPS的內部還設有擊針保險，平時，擊針被擊針保險阻擋，只有扣動扳機，擊針才能被解脫，保證了日常攜帶的安全性，並起到了跌落保險的作用。在手槍套筒、拋殼口上方的開口具有上膛指示器，在膛室內裝彈的時候會突出來。如果膛室內裝彈的話，使用者可以通過該開口看到。

### 供彈方式
瓦爾特PPS是由彈藥容量不同的單排式彈匣供彈。各個彈匣的容量是由小型、中型（+1發）或大型（+2發）彈匣底座決定的。小型底座彈匣未設彈匣延長托，可與握把底部齊平。而延長的中型（+1發）或大型（+2發）彈匣底座則均設有彈匣延長托，可與其握把底把整合並讓握把增加更好增加手指的休息空間。不同容彈量彈匣長度不同，因而為手形大小不同的用戶提供了更多選擇。
這些彈匣是由钢製成，意大利分包商Mec-Gar公司為瓦爾特生產的，彈匣具有抗摩擦塗層以便裝填和抗腐蝕。彈匣上具有可視式檢查孔，使用者可透過檢查孔計算彈匣內的剩餘子彈量。鋼製彈簧推動上方的塑料制托彈板。每個標準的PPS彈匣重量為：9×19毫米的6發彈匣及.40 S&W的5發彈匣為43克（1.52盎司，0.09磅），9×19毫米的7發彈匣及.40 S&W的6發彈匣為59克（2.08盎司，0.13磅），以及9×19毫米的8發彈匣及.40 S&W的7發彈匣為67克（2.36盎司，0.15磅）。這手槍亦裝有無彈後定，在最後一發子彈已經發射之後，其彈匣托彈板會對套筒鎖施加向上的壓力，讓其與套筒鎖缺口嚙合，從而保持在“開放”的位置。
空槍掛機桿（套筒釋放裝置）位於底把左側、套筒的下方，右撇子射手的射擊手的拇指可以靈活操作。當手槍的膛室內已經上彈就可以發射，而不需要在武器以內插入彈匣才可使用。不過瓦爾特亦在一些PPS手槍上裝上彈匣切斷裝置作為其一個可選擇裝上的保險，這樣就可以防止手槍在沒有插入彈匣以下進行射擊。

### 瞄準具
標準低剖面機械瞄具是由钢製成。照門元件可以通過底座的燕尾槽以調整風偏，而準星元件則可以通過更換準星以調整海拔。在這方面瓦爾特提供4個不同高度的準星元件。標準瞄準具具有3個高對比度的點用以增強對比度，並塗上具有餘輝的塗料以幫助在不利的照明條件以下瞄準目標。另外還可以使用其氚瓶光點式夜間機械瞄具。由於瓦爾特手槍線路的產品演化，瓦爾特PPS保持與瓦爾特P99瞄準具的兼容性。其瞄準基線為137毫米（5.39英吋）。

### 高膛壓彈藥
根據瓦爾特方面的資料，“Plus-P”（+P）高膛壓彈藥可能會影響PPS手槍的耐磨特性或是超過安全邊際。同樣地根據瓦爾特方面的結果，使用“Plus-P”彈藥需要更頻繁的維修。瓦爾特更建議不要在瓦爾特槍械上使用“Plus-P-Plus”（+P+）這些更高膛壓彈藥。+P和+P+這兩種標誌會標記在彈藥上並表示它超過既定的彈藥工業標準，但這些表示不代表限定的壓力限制。因此，這類彈藥所產生的膛壓並有可能會不同。

### 快速分解
比起瓦爾特P99手槍，瓦爾特PSS的分解更加容易。首先確保彈膛無彈，卸下彈匣。然後右手向後拉動套筒，同時，左手從套筒座兩側向下拉分解桿。右手鬆開，這時就可以取下套筒，隨後可取出槍管、復進簧導管和復進簧等。

### 附件
原廠提供的配件包括：固定金屬三點式機械瞄具、固定氚光夜間瞄具、可調節運動型機械瞄具、可調節光纖機械瞄具、雷射瞄準器、戰術燈、彈匣底座手電筒轉接器、槍套、彈匣和彈匣快速裝彈器。

## 衍生型
目前在美國有4種可以購買的型號。其中兩種為發射9×19毫米口徑手枪子彈，產品編號的一部份為WAP10001的標準型和產品編號的一部份為WAP10006的MA兼容型；另外兩種為發射.40 S&W口徑手枪子彈，產品編號的一部份為WAP10002的標準型和產品編號的一部份為WAP10007的MA兼容型。在此之前還有另一個9 毫米口徑，在套筒上印有“First Edition”字樣和使用一個藍色調的底把（部件編號WAWAP10003FC）。目前的美國型號是將手槍與2 塊大小不同的後方握把片及中型彈匣（9×19毫米為7發容量彈匣，而.40 S&W為6發容量彈匣）裝在硬塑料手槍槍盒內出售。

### M系列
PPS M2
2016年，瓦爾特武器公司推出PPS的9×19毫米口徑M2衍生型。PPS M2衍生型先推出9×19毫米口徑後推出.40 S&W口徑，並且具有常規PPS槍管長度的一般型。PPS M2亦具有與瓦爾特PPQ M2系列有著相似之處一般人體工程學設計。在維度上，M2系列有著與原來的PPS衍生型相類似的特徵。PPS M2設有拇指式彈匣釋放按鈕，前後兩端都設有的套筒鋸齒狀防滑紋和重新設計的握把。PPS M2的扳機行程大約是6毫米（0.2英寸）而扳機扣力則是大約27牛頓（6.1磅）。PPS M2也具有其執法機關版本，採用磷酸型機械瞄具。9×19毫米口徑型的彈匣容量為6、7、8發而.40 S&W口徑型則是5、6、7發以供選擇。彈匣釋放按鈕可以反向安裝，讓左利手使用者可以輕易使用。此外，PPS M2的彈匣與原來的PPS彈匣並不兼容。但可在PPS發現的套筒下扳機護環前方的防塵蓋整合的、用以安裝戰術附件（各種戰術燈、雷射瞄準器）內置式MIL-STD-1913戰術導軌，卻在PPS M2以上被省略了。

## 套筒鎖修改
瓦爾特修改PPS手槍的套筒鎖桿和一個與其相應的彈簧，以提高可靠性。早期型PPS手槍並可以修改，但在可以裝上新樣式的套筒鎖桿和彈簧以前需要擴大在手槍的握把底把上的孔。為此建議將這些早期型PPS手槍發送到瓦爾特客戶服務以進行修改。

## 資料來源
1. 1 2 3   (PDF).   [2012-10-22]. （原始内容存档 (PDF)于2012-01-12）.
2. ↑  http://www.smith-wesson.com/walther
3. ↑  PPS Semiautomatic Pistol at en.abrykabroni.pl 的存檔，存档日期2010-02-04.
4. 1 2 3 4 5 6 7 8   (PDF).   [2012-10-22]. （原始内容 (PDF)存档于2018-07-21）.
5. 1 2  Kasler, 137
6. ↑  Kokalis, 321
7. ↑  Safety & Instruction Manual WALTHER PPS Pistol on the USA Walther website 的存檔，存档日期2009-06-11.
8. ↑  .   [2012-10-22]. （原始内容存档于2009-08-04）.
9. ↑  http://galleryofguns.com/genie/default.aspx?pg=list&mfg=Walther%20Arms%20Inc&cat=1&type=Pistol:%20Semi-Auto&mdl=PPS&cal=All
10. ↑  PPS M2 的存檔，存档日期2016-01-27.

## 外部連結
- （德文）—Walther PPS on the official German Walther website （页面存档备份，存于）
- （英文）—Walther PPS on the USA Walther website （页面存档备份，存于）
- （德文）—Safety & Instruction Manual WALTHER PPS Pistol on the official German Walther website （页面存档备份，存于）
- （英文）—Safety & Instruction Manual WALTHER PPS Pistol on the USA Walther website
- （德文）—Explosive drawing and parts list of the Walther PPS[]
- （德文）—Walther Defense Catalog 2011 （页面存档备份，存于）
- （英文）—Modern Firearms—Walther PPS pistol （页面存档备份，存于）
- （英文）—Weapon.ge—Walther PPS
- （英文）—The Firearm Blog.com—
  - Walther PPS Video Review （页面存档备份，存于）
  - Walther PPS Review （页面存档备份，存于）
  - walther-PPS-recoil-spring （页面存档备份，存于）
  - LEAKED: Walther’s New PPS M2 9mm Subcompact Pistol （页面存档备份，存于）
  - ［SHOT 2016］ Hands-On With Walther PPS-M2 （页面存档备份，存于）
  - TFBTV Review: Walther’s New PPS M2 9mm Single Stack and Hands-On Glock 43 Comparison （页面存档备份，存于）
- （英文）—The Truth About Guns.com—
  - 20 Top Concealed Carry Guns
  - TTAG Reader: What I Carry and Why – Travis Pike’s PPS and SW99C （页面存档备份，存于）
  - Gun Review: Walther PPS M2 9mm （页面存档备份，存于）
- （英文）—Walther PPS Handguns, Guns&Ammo, September 2007
- （英文）—Gunblast.com—Walther’s New PPS 9mm Semi-Auto Pocket Gun
- （英文）—Tactical Life.com—
  - Walther PPS 9mm （页面存档备份，存于）
  - Walther PPS 9mm Subcompact Handgun Review – A Second Look （页面存档备份，存于）
  - Walther PPS 9mm Concealed Handgun Review （页面存档备份，存于）
  - 2015 Pocket Pistols Buyer’s Guide （页面存档备份，存于）
  - New For 2016: Walther’s PPS M2 9mm Pistol （页面存档备份，存于）
  - 12 Last-Ditch Backup Pistols For Law Enforcement （页面存档备份，存于）
  - The 20 Best Guns For Law Enforcement in 2016 （页面存档备份，存于）
- （英文）—Personal Defense World.com—
  - 6 Walther Handguns Perfect For Concealed Carry Defense （页面存档备份，存于）
  - The Walther PPS is a Natural for Everyday Carry （页面存档备份，存于）
  - New For 2016: Walther’s Updated PPS M2 In 9mm & .40 S&W （页面存档备份，存于）
  - Next-Gen Protector: The Walther PPS M2 （页面存档备份，存于）
  - 21 New Subcompact Pistols and Revolvers For 2016 （页面存档备份，存于）
  - 12 Compact Handguns Available For Pocket Carry （页面存档备份，存于）
  - Fit To Fight: The Walther PPS M2 9mm Pistol （页面存档备份，存于）
  - 25 Proven and Popular Concealed Carry Handguns （页面存档备份，存于）
- （英文）—Walther PPS.com
- （英文）—Defense Review—Walther PPS (Police Pistol Slim) Single-Stack, Striker-Fired 9mm Compact/Sub-Compact Pistol for Concealed Carry (CCW) Applications and Covert Missions/Operations （页面存档备份，存于）
- （英文）—Bond Lifestyle—Walther PPS （页面存档备份，存于）
- （英文）—SimplyAboutGuns.com—Walther PPS Review
- （英文）—YouTube上的Walther PPS vs Glock (size)